# Fantino
Fantino je mesto v  provinci Sánchez Ramírez v Dominikanski republiki.